# USS New Orleans (CA-32)
USS New Orleans (CA-32) (początkowo CL-32) – amerykański krążownik ciężki z okresu II wojny światowej, okręt prototypowy swojego typu. Należał do ostatniego amerykańskiego typu krążowników ciężkich budowanych zgodnie z ustaleniami traktatu waszyngtońskiego.
Jego stępkę położono 14 marca 1931 w New York Navy Yard, zwodowano go 12 kwietnia 1933, matką chrzestną była Cora S. Jahncke. Wcielono go do służby 15 lutego 1934, pierwszym dowódcą został Allen B. Reed.
Okręt brał udział w wielu starciach wojny na Pacyfiku, m.in. w obronie Pearl Harbor, bitwie na Morzu Koralowym i bitwie pod Tassafarongą.
Okręt za służbę w czasie II wojny światowej został odznaczony 17 battle stars.
W 1947 wycofany ze służby, sprzedany na złom 22 września 1959.